# Albessen
Albessen ist eine Ortsgemeinde im Landkreis Kusel in Rheinland-Pfalz an der Grenze zum Saarland. Sie gehört der Verbandsgemeinde Kusel-Altenglan an.

## Geographie
Albessen liegt auf dem Westrich. Nachbargemeinden sind Ehweiler und Konken im Osten und Herchweiler und Selchenbach als Grenzdörfer zum Saarland im Westen.

## Geschichte
Der Ort wurde 1436 erstmals als „Albeßen“ urkundlich erwähnt. Benannt wurde der Ort nach einem Bach mit einem ursprünglichen Namen *Albasa oder *Albusa, was sich wiederum vom gallischen *albuka 'mergelhaltige Erde' ableitet. Im Jahr 1609 gab es 19 Haushalte mit insgesamt 81 Einwohnern im Dorf. Bis Ende des 18. Jahrhunderts gehörte Albessen zum Herzogtum Pfalz-Zweibrücken.
In der sogenannten Franzosenzeit war der Ort von 1798 bis 1814 dem Kanton Kusel im Saar-Departement zugeordnet.
Von 1816 an gehörte Albessen zum Königreich Bayern und war Teil des Landkommissariats Kusel im Rheinkreis. Im Jahr 1840 hatte der Ort 17 Häuser und 156 Einwohner. Er wurde als evangelisches Dorf bezeichnet und war nach Konken eingepfarrt.
Bis 1971 war die Gemeinde Albessen verwaltungsmäßig der Bürgermeisterei Konken zugeordnet und gehörte seit dem 1. Januar 1972 der Verbandsgemeinde Kusel an, die 2018 in der Verbandsgemeinde Kusel-Altenglan aufging.

## Politik

### Bürgermeister
Traute Bortscher, langjährige Ortsbürgermeisterin, wurde bei der Direktwahl am 26. Mai 2019 mit einem Stimmenanteil von 76,47 % für weitere fünf Jahre in ihrem Amt bestätigt. Zur Wahl am 9. Juni 2024 trat sie nicht mehr an. Es wurde Joachim Günter Deckbar (parteilos) als einziger Bewerber mit 72,0 % der Stimmen gewählt. Die Wahlbeteiligung lag bei 80,9 %.

### Wappen
| Wappen von Albessen | Blasonierung: „Durch Schrägwellenlinie von Gold und Grün geteilt, oben links ein grüner Eichenzweig mit einem grünen Blatt und zwei grünen Eicheln, unten rechts eine silberne Pflugschar.“ |
| Wappen von Albessen | |

## Kultur und Sehenswürdigkeiten
Die Baudenkmäler befinden sich in der Liste der Kulturdenkmäler in Albessen.

### Regelmäßige Veranstaltungen
Jeden ersten Mai wird der Maibaum aufgestellt. Er wird neben dem Dorfweiher in einer fest montierten Halterung verankert. Am Stamm befinden sich die Wappen einiger bekannter Familien, Betriebe und Vereine, z. B. dem Volkschor oder der Freiwilligen Feuerwehr. Anschließend werden Bier und Grillgut verkauft und im Kreis des Dorfes und der umliegenden Gemeinden gefeiert.
Ein anderes regelmäßiges Fest ist das Weiherfest direkt am Weiher im Ort. Beim Weiherfest wird das Anlegen des Weihers als Löschwasserteich gefeiert. Jeder Ort hat ein eigenes Sommerfest mit einem anderen Namen. In Kusel beispielsweise ist es die Kuseler Herbstmesse.

### Ansässige Unternehmen
In Albessen gibt es eine Gaststätte (in deren Nebenraum einmal im Monat jeweils am zweiten Sonntag ein Gottesdienst der evangelischen Kirche abgehalten wird) und drei Voll- und einen Nebenerwerbsbauern. Eine von Schulklassen und anderen Interessierten oft besuchte Attraktion ist ein Biolandhof, der als Erster in Deutschland als eine Aktiengesellschaft geführt wird. Leiter und Vorstand der AG ist Kornelius Burgdörfer-Bensel. Zusätzlich gibt es noch einen Betrieb, der Ziegenkäse produziert und selbst vermarktet.